# Kreuzberg (Steigerwald)
Der Kreuzberg ist ein 470 m ü. NHN hoher Berg im Steigerwald.

## Geographie

### Lage
Der Berg liegt im Markt Ebrach, in der Nähe des Ortes Hof im Landkreis Bamberg in Oberfranken. Aufgrund seiner Lage zentralen Lage im Steigerwald, eingerahmt durch ähnlich hohe Erhebungen, wie z. B. dem Katzenberg oder Hofer Berg, ist er nicht so markant wie der schon von Weitem – zumindest aus westlicher Richtung her kommend- sichtbare Schloßberg. Erreichbar ist der Berg über den Katzenbergpass. Am Fußes des Berges befindet sich der Ort Hof. Westlich des Berges fließt die Reiche Ebrach.

## Sehenswürdigkeiten
Am Berg befindet sich das „Höfer Käppele“ von 1838, das unter Denkmalschutz steht. Unmittelbar vor Hof führte die ehemalige Hochstraße Frankfurt-Würzburg-Forchheim vorbei. An dieser höchsten Stelle stand schon vor mehr als 1200 Jahren ein Wachturm, von dem man den Mainübergang bei Stadtschwarzach übersehen und bis zur Altenburg bei Bamberg blicken konnte. Aus den Steinen dieses Wachturmes wurde das „Höfer Käppele“ erbaut. Die Kapelle ist im Bayerischen Denkmalschutzgesetz unter der Nummer D-4-6128-0008 mit folgender Bezeichnung gelistet: „Archäologische Befunde des Mittelalters und der frühen Neuzeit im Bereich der St. Bernhardkapelle bei Ebrach-Hof.“